# Вэнс, Джек
Джон Холбрук Вэнс (28 августа 1916 (в некоторых источниках указываются другие, ошибочные даты рождения, относящиеся к периоду 1916-20 гг.), Сан-Франциско — 26 мая 2013) — американский писатель, работавший в жанрах фэнтези и научной фантастики.
Вэнс опубликовал одиннадцать детективных повестей под своим настоящим именем (Джон Холбрук Вэнс) и три детективных повести под псевдонимом Эллери Куин (англ. Ellery Queen). Кроме того, он публиковал повести и рассказы под псевдонимами Алан Уэйд (англ. Alan Wade), Питер Хелд (англ. Peter Held), Джон ван Зее (англ. John van See) и Джей Каванс (англ. Jay Kavanse).
Джек Вэнс удостоен множества литературных наград, в том числе награды «Хьюго» в 1963 г. за повесть «Повелители драконов» и в 1967 г. за повесть «Последняя цитадель», награды «Небьюла» в 1966 г. (также за «Последнюю цитадель»), награды «Юпитер» в 1975 г., звания победителя «Всемирной премии фэнтези» в 1984 г. «за выдающееся литературное наследие» и в 1990 г. за книгу «Мадук» из серии «Лионесс», премию Эдгара Аллана По за лучший первый роман американского писателя в 1961 г. (повесть «Человек в клетке») и звания «гроссмейстера» Всемирной ассоциации писателей-фантастов в 1990 г.; в 1992 г. Вэнса принимали как почётного гостя во время Всемирной конвенции писателей-фантастов в г. Орландо, штат Флорида.
Джек Вэнс пользуется, как правило, очень высокой репутацией среди критиков и коллег, причём некоторые из них считают, что произведения Вэнса выходят за рамки традиционных жанров и должны рассматриваться как многогранные работы одного из крупнейших писателей нашего времени. Пол Андерсон, например, называл Вэнса «величайшим из живых американских писателей, издающимся под маркой „научной фантастики“, но не укладывающимся в тесные рамки этого определения».

## Биография
Джон Холбрук Вэнс родился 28 августа 1916 года в Сан-Франциско. Насколько известно, дед Вэнса переселился в Калифорнию из Мичигана за десять лет до начала «золотой лихорадки» и женился на девушке из Сан-Франциско. (Записи, относящиеся к раннему периоду истории семьи, вероятно, уничтожены огнём во время пожара, последовавшего за знаменитым землетрясением, разрушившим Сан-Франциско в 1906 году.) Отец Вэнса, состоятельный юрист, разорился в годы депрессии, и Вэнсу, у которого было много братьев и других родственников, не досталось никакого наследства. Вэнс провёл детство на скотоводческой ферме в долине Сан-Хоакин, в районе дельты реки Сакраменто, и с ранних лет увлекался чтением приключенческой литературы (так называемых «романов в мягких обложках»), которая приобрела популярность в 1920-х годах. Вэнс рано оставил учёбу в средней школе и несколько лет работал на строительстве, посыльным при отеле, на консервной фабрике и на дноуглубительном снаряде, после чего поступил в Университет штата Калифорния в Беркли, где за шесть последовавших лет получил диплом горного инженера, а также изучал физику, журналистику и английский язык, хотя некоторое время работал электриком в доках ВМС США в Пёрл-Харборе на Гавайях и даже играл в джаз-оркестре.
Окончив университет в 1942 году, Вэнс прошел обязательную военную службу в торговом флоте. Вопреки настойчиво распространяемой легенде, Вэнс не тонул на корабле, подорванном вражеской торпедой. Эта история, по всей видимости, была выдумана в первые годы его писательской деятельности издателем, желавшим сделать краткую биографию Вэнса более пёстрой и привлекательной в глазах читателей. С тех пор хождение под парусом по открытому морю стало одним из главных увлечений писателя. Суда и корабли, лодки и дальние плавания часто встречаются в его повестях и рассказах; иногда они описываются именно как парусные суда и путешествия по морям и рекам (например, в повестях «Плавучие театры Большой планеты» и «Труллион»), а иногда замаскированы под личиной звездолётов и дальних космических полётов (например, в повести «Порты назначения»). Кроме того именно во время службы матросом Вэнс написал свой первый рассказ. В течение нескольких лет, уже после того, как он начал писать книги, Джеку Вэнсу приходилось зарабатывать на жизнь плотницким ремеслом.
В студенческие годы и в дальнейшем Джек Вэнс охотно участвовал в выступлениях джазовых ансамблей, играя на духовых инструментах, причём его первыми сочинениями, появившимися в печати, стали рецензии на джазовые концерты, регулярно публиковавшиеся в рубрике газеты «Дейли калифорниэн». Во многих произведениях Вэнса играет важную роль музыка самых различных жанров — от классической оперы (в повести «Космическая опера») до деревенских ансамблей, исполняющих танцевальные номера (Керт Герсен притворяется флейтистом в книге «Дневник мечтателя» из серии «Князья тьмы»); в мире классической фантастической новеллы «Лунная моль» местные жители общаются друг с другом, пользуясь изощренным лексиконом канонических попевок под аккомпанемент переносных клавишных ударных инструментов. Вэнс хорошо играл на джазовом банджо и на казу (маленьком духовом инструменте).
В 1946 году Вэнс встретил Норму Ингольд и женился на ней. В 1950-х годах они много путешествовали по Европе, а в 1960-х провели несколько месяцев в пляжном бунгало на Таити, но главным образом жили в Окленде, в Калифорнии. Вэнс начал постоянно зарабатывать писательским трудом в конце 1940-х гг., в период начала так называемого «возрождения Сан-Франциско», ознаменовавшегося многочисленными экспериментами как в прозаической литературе, так и в других областях самовыражения (таких, как поэзия и архитектура). Ссылки самого Вэнса на богемную жизнь в районе залива Сан-Франциско (непосредственные в ранних детективных повестях и замаскированные в научно-фантастических новеллах) позволяют предположить, что он был хорошо знаком с этим движением, хотя не относился к числу так называемых «битников». «Пляж парусников» в богемном квартале Авенте на планете Альфанор, несомненно, вдохновлен Северным пляжем Сан-Франциско, а прототипом «безумного поэта» Наварта считается Кеннет Рексрот. В числе ближайших друзей Вэнса были Фрэнк Герберт, Пол Андерсон и другие писатели-фантасты, поселившиеся на берегах залива Сан-Франциско; некоторое время Вэнс, Герберт и Андерсон были совладельцами небольшой «дачной яхты», пришвартованной в устье реки Сакраменто.
Кроме того, Вэнса приняли в «Американскую гильдию фехтовальщиков-чародеев» (SAGA (англ.)) — сплочённую группу авторов сказочных героических приключенческих романов, основанную в 1960-х годах (см., например, антологию произведений этих писателей в сборнике «Сверкающие мечи» (Flashing Swords) под редакцией Лина Картера).
Несмотря на то, что к старости Вэнс ослеп, он продолжал писать с помощью специализированной компьютерной программы. Его последнее сочинение — «Лурулу», причудливая повесть о скитаниях. Вэнс жил в старом доме на крутом склоне, высоко в калифорнийских холмах Окленда. Этот дом он купил ещё в 1950-х годах, после женитьбы, и с тех пор украшал декоративными деталями, такими, как привезённый из Непала резной деревянный потолок в напоминающей деревенскую таверну столовой. Вэнс жил недалеко от фантаста Роберта Силверберга и Чарли Брауна, издателя журнала «Локус».

### Затворничество писателя и слухи
Сходными качествами, которыми обладали произведения Джека Вэнса, обладали и произведения другого известного фантаста Генри Каттнера, в 50-х годах двадцатого века ходил даже слух о том, что Джек Вэнс — это очередной псевдоним Каттнера. Слух был довольно устойчив, в связи с чем английский исследователь фантастики И. Ф. Кларк через 20 лет после появления слуха указал в 1961 году в популярной аннотированной библиографии «Рассказ о будущем» имя Джек Вэнс как псевдоним Генри Каттнера. Во многом распространению подобных слухов была виной затворническая жизнь Вэнса, породившая в 70-е годы своеобразный культ среди поклонников его творчества. Вэнс редко давал интервью и присутствовал на конференциях и т. д. Во вступлении к одному из рассказов Вэнса в своё время Айзек Азимов написал, что никогда не видел Вэнса.

## Творческая деятельность
С тех пор, как Вэнс написал свой первый рассказ, «Измыслитель миров», который был опубликован в «летнем» номере журнала Потрясающие удивительные истории в 1945 году, из-под его пера вышли больше шестидесяти книг, в том числе более 35 романов, 100 рассказов фантастического направления, а также более 10 детективов.

### Детектив
Вэнс приложил много труда, пытаясь заслужить репутацию автора детективных произведений. За двадцать лет, с 1940-х до 1960-х гг., он написал четырнадцать детективных новелл, которые время от времени публиковались с середины 1950-х до 1980-х гг. Три повести были написаны и изданы в рамках серии произведений различных авторов, коллективно выступавших под псевдонимом Эллери Куин. Материал для других трёх новелл Вэнс явно почерпнул из своего многолетнего опыта путешествий (в повести «Сомнительные знакомства» нашло отражение его пребывание в итальянском городке Позитано, сюжет «Человека в клетке» основан на впечатлениях от поездки в Марокко, а «Тёмный океан» связан с жизнью писателя на Гавайских островах). Действие многих других рассказов и повестей Вэнса разворачивается в его родном городе, Сан-Франциско, и его окрестностях. Персонажи новелл из серии «Джо Бэйн» («Убийства в Лисьей долине», «Убийства в Тенистой роще» и неоконченная новелла, наброски которой опубликованы в полном собрании сочинений Вэнса) населяют вымышленный округ в Северной Калифорнии; эти сочинения Вэнса, главный герой которых — сельский полицейский, по своему характеру ближе всего к традиционному детективному жанру. Напротив, «Птичий остров» — вовсе не детективный роман, а сатирическая идиллия в стиле Вудхауза (также перенесённая автором в окрестности Сан-Франциско), тогда как «Маска во плоти» и «Сомнительные знакомства» носят ярко выраженный характер психологической драмы. «Дом на улице Лилий» и «Негодник Рональд» посвящены эгоцентрической мании величия (та же тема становится основой развития событий в пяти книгах знаменитой фантастической серии «Князья тьмы»). В 1961 году Вэнс получает престижную в области детективных историй премию Эдгар, присуждаемую союзом детективных писателей Америки, за роман «Человек в клетке».

### Фэнтези
Гораздо большей популярностью, по сравнению с его детективными произведениями, пользуются сочинения Вэнса в сказочном приключенческом жанре фэнтези. К их числу относится цикл рассказов и повестей под наименованием «Чародей Мазириан», написанных Вэнсом ещё в годы Второй мировой войны, когда он служил в торговом флоте (этот цикл переиздавался в сборнике «Умирающая Земля»). В сходной манере написаны два цикла рассказов о плутовских похождениях вечного неудачника, опубликованные в сборнике «Хитроумный Кугель» (первый вышел из-под пера Вэнса примерно в 1960 г., а второй — на двадцать лет позже), а также три коротких повести о высокомерном чародее («Неподражаемый Риальто»), написанные в 1970-80-х гг. Несмотря на их шутовской характер, события, описываемые во всех этих историях, происходят в отдалённом будущем, когда Солнце уже меркнет и грозится погаснуть. Книги из серии «Лионесс» («Сад Сульдрун», «Зеленая жемчужина» и «Мадук») преимущественно носят не столь юмористический характер. В них повествуется о раннесредневековых династических событиях и волшебных происшествиях, разворачивающихся на напоминающем Атлантиду архипелаге Старейших островов, находящихся в Армориканском заливе. Серия «Лионесс», наряду с «Властелином колец» Толкина, многими рассматривается как лучшие сказочно-героические произведения XX-го столетия.

### Научная фантастика
К жанру «научной фантастики», как правило, относят многочисленные и разнообразные рассказы и повести Вэнса, издававшиеся с 1940-х годов (первоначально в карманном формате), в том числе его многотомные серии, в которых повествуется о населённых людьми мирах «космической эры». Лишь немногие из фантастических сочинений Вэнса не посвящены событиям ближайшего, далёкого или чрезвычайно отдалённого будущего, наступившего уже после того, как человек покорил межзвёздные пространства и колонизировал планеты других солнечных систем, что привело к возникновению космографической и социально-культурной ситуации, которую Вэнс, начиная с 1960-х годов, начинает называть «Ойкуменой». На ранней стадии этой галактической диаспоры формируется расширяющееся сообщество мало зависящих друг от друга и не вступающих в серьёзные конфликты миров, для которых характерны первопроходческая приключенческая атмосфера, торговое предпринимательство и экзотические особенности. В более развитый период на давно освоенных планетах начинает преобладать зажиточный средний класс. На последнем этапе центробежные стремления приводят к тому, что исходный мир человека, Земля, становится мифическим воспоминанием или даже предаётся забвению.

#### Отличительные черты творчества Вэнса
Считается, что произведения Вэнса относятся к трём основным жанрам: научной фантастики, сказочных приключенческих романов («фэнтези») и детективных новелл. Люди, близко знакомые с Вэнсом, говорят, что сам он презирает эти «ярлыки»; действительно, многие его сочинения не поддаются традиционной классификации. Хотя творческие работы отличаются некоторым своеобразием — точностью, красочностью, частого соединения нескольких жанров в одном произведении (чаще всего научной фантастики и фэнтези).
В своих повествованиях Вэнс редко занимается вопросами крупномасштабной войны. Иногда на дальних окраинах Ойкумены или в погруженном в пучину беззакония «Запределье» той или иной планете угрожают уничтожение или изощрённая эксплуатация со стороны цивилизации неземного происхождения. Конфликты часто носят косвенный, опосредованный характер. Люди непреднамеренно оказываются замешанными в длительные, постепенно разгорающиеся столкновения цивилизаций и культур — таковы обстоятельства, определяющие ход событий в новелле «Эмфирио», в четырёх книгах серии «Тшай», в трёх книгах серии «Дердейн» и в ряде сатирических детективно-фантастических рассказов, главным героем которых становится Магнус Ридольф, проницательный брезгливый старикашка с аристократическими замашками, не всегда соответствующими его финансовым возможностям. В большинстве фантастических произведений Вэнса, однако, инопланетяне нечеловеческого происхождения и даже одичавшие гуманоиды вроде дикарей-мутантов, излюбленных такими писателями, как Э. Дж. Бургес, заменявших космической экзотикой экзотику колониальной эпохи, не играют почти никакой роли. Основное внимание Вэнс уделяет культурным, социальным и политическим конфликтам. Ярче всего эти интересы писателя проявляются к трёх книгах серии «Кадвол», но они не менее подробно освещаются в трёх книгах серии «Аластор», в повести «Маск: Тэйри» и, так или иначе, в большинстве других «научно-фантастических» новелл Вэнса. Последнее сочинение Вэнса (серия из двух книг, «Порты назначения» и «Лурулу») — безмятежно-сатирическое описание странствия по далёким мирам дряхлеющей Ойкумены.
Неотразимую привлекательность новеллам Вэнса придают его изысканный, суховатый, ироничный язык и умение придавать яркость и убедительность плодам самого необузданного воображения. Нередко ему хватает нескольких удачно выбранных слов, чтобы описать противоречащее здравому смыслу, сложное, гротескное и, тем не менее, глубоко человеческое общество. В качестве примера неистощимой изобретательности Вэнса можно привести вымышленные спортивные игры, встречающиеся в нескольких его сочинениях — в частности, «хуссейд», в который играют на стадионах звёздного скопления Аластор, и «хадаол», искусство рукопашного боя, описываемое в повести «Лицо» из серии «Князья тьмы».
Другая характерная черта стиля Вэнса — использование эпиграфов и пояснительных сносок, содержащих не только существенную информацию о вопросе, послужившем причиной для ссылки, но и отвлечённые отступления, часто имеющие мало общего с основным сюжетом. В книгах серии «Князья тьмы» одна такая коллекция эпиграфов посвящена злоключениям некоего Мармадюка и цитируется из фолианта «Ученик воплощения божества», а другая представляет собой изречения барона Бодиссея Невыразимого, автора монументального труда «Жизнь», страстно презираемого литературными критиками всех планет.
Свои сноски Вэнс посвящает, как правило, тому или иному странному обычаю или верованию, а в некоторых случаях и разъяснению почти непереводимого термина, вкратце передающего смысл концепции, свойственной описываемому обществу, но, вероятно, совершенно чуждой читателю. Именно умение Вэнса «пояснять», ничуть не развеивая атмосферу таинственности или необычности происходящего (способность к «красноречивому умолчанию», играющая огромную роль в любом сказочном или фантастическом повествовании, которую так высоко ценил Джон Китс), придаёт его новеллам особое очарование. Тот факт, например, что читатель не знает, как выглядит «деоданд», и никогда не слышал о «капюшонной кожной складке Мискуса», ни в коей мере не препятствует его способности увлечённо следить за развитием сюжета.
Один из наиболее характерных литературных приёмов Вэнса — описание посёлка, города или целого мира, население которого со всей серьёзностью, искренне исповедует абсурдную и (или) отталкивающую систему ценностей. Вэнс использует такие описания не только ради украшения текста красочными подробностями, но главным образом потому, что этот приём даёт ему возможность подвергать сатирической критике догматизм как таковой и религиозный догматизм в частности. Подход Вэнса к нравственным проблемам во многом напоминает манеру философов эпохи Просвещения; например, в трилогии «Лионесс» он от души издевается над христианством. Автор побуждает читателя задать себе вопрос: «Если на протяжении тысячелетий люди придерживались самых различных, часто несовместимых верований, кто вправе навязывать свои взгляды и ценности другим?» Тем не менее, парадоксальным образом, типичным для Вэнса, почти все его основные персонажи занимаются именно этим — они постоянно навязывают окружающим свои убеждения и не видят ничего зазорного в том, чтобы обосновать своё моральное превосходство ловким ударом шпаги или метким выстрелом из лучевого пистолета. Герои Вэнса не заинтересованы, однако, в пропаганде нерациональных религиозных верований; они выступают в защиту фундаментальных принципов порядочности и этических норм поведения.
Философский скептицизм Вэнса связан с его индивидуализмом; самостоятельность, независимость, предприимчивость — этические и эстетические императивы как для самого писателя, так и для его персонажей. Американский пацифист-индивидуалист Дэвид Торо считал, что человечество в целом только выигрывает от разнообразия человеческих типов и способов мышления; возникает впечатление, что Вэнс разделяет эту точку зрения, с той разницей, что, по его мнению, населённое людьми пространство (планета, часть галактики) должно быть достаточно большим, чтобы обеспечивать существование всех возможных типов и разновидностей человека (см., например, раннюю повесть «Большая планета», наполовину уничтоженную редакторами, и новеллы из серии «Аластор»). Сходство Вэнса с французскими философами XVIII века проявляется также в том его убеждении, что каждый человек имеет право добиваться максимального самовыражения и стремиться к достижению личных целей, делая для этого всё возможное — но только не в ущерб другим.
Отрицательные персонажи Вэнса нередко отличаются изобретательностью в сочетании с садистской мстительностью — они губят людей и присваивают имущество, будучи страстно одержимы эгоистическими надеждами или грандиозными проектами. При этом негодяи Вэнса настолько красочны, энергичны и предприимчивы, что крушение их надежд и проектов вызывает у читателя не только радость по поводу торжества справедливости, но и мучительное, долго не проходящее ощущение трагического сожаления. Например, положительный герой пятикнижия «Князья тьмы» Керт Герсен, сам по себе темноватая и противоречивая личность, с большим трудом одерживает верх над исключительно талантливым и безжалостным преступником, Ленсом Ларком, но, расправившись наконец с Ларком, подчиняется неожиданному внутреннему позыву, по существу сходному с побуждениями его противника, и завершает последний грандиозный проект Ларка, шутку космических масштабов, чтобы проучить ханжескую элиту отвергнувшей его планеты.
Вэнс охотно описывает представителей аристократических кругов, подробно останавливаясь на прерогативах власти и богатства; болезненные крайности чрезмерно индивидуалистических, декадентских аристократических обществ вызывают у него явное любопытство (например, нравы аристократов играют важную роль в детективном сюжете «Труллиона», второй новеллы из серии «Аластор»; см. также описание нравов народа ска в трилогии «Лионесс»). Основная тема многих повествований Вэнса (классическим образцом которых может послужить повесть «Последняя цитадель») — выродившееся общество, до такой степени погруженное в воображаемый мир эстетического индивидуализма, что оно уже не может справиться с проблемами действительности, для преодоления которых могут требоваться сотрудничество и самопожертвование. Это внутреннее напряжение, вызванное противоречием между индивидуализмом и необходимостью сотрудничества, присуще большинству произведений Вэнса, хотя его герои, как правило, находят возможность оставаться нравственными людьми, не поступаясь своими эстетическими предпочтениями.
Вэнс никогда не допускает, что аристократизм как таковой является бесспорным достоинством. Он безжалостно высмеивает высокомерных представителей знати, воображающих, что высокое происхождение избавляет их от необходимости быть людьми великодушными или хотя бы интересными. Вообще, в глазах Вэнса необоснованная претензия — один из худших пороков. Но он всегда чётко разграничивает пустые притязания и фактическую возвышенность ума и характера. Особое «шекспировское» очарование сочинениям Вэнса придаёт элегантная манера выражаться, в равной степени свойственная как оборванцам, так и принцам, где бы они ни оказались — на деревенском базаре или во дворце.
Вэнс написал две повести, которые можно назвать «политическими» по характеру. Первая, «Мозг Земли», — жестокая и мрачная сатира в манере Оруэлла, критикующая любые попытки навязать обществу или отдельным людям какую-либо обязательную идеологию. Во второй повести, «Поместья Корифона» (чаще издававшейся под наименованием «Серый принц»), изображается бесконечная, уходящая в далёкое прошлое череда взаимных территориальных претензий, предъявляемых всеми сторонами в процессе формирования этнических освободительных движений и консервативного сопротивления этим движениям. Эту книгу Вэнса обвиняли в «политической некорректности» в связи с тем, что её отрицательный персонаж, неразборчивый в средствах серокожий лидер союза коренных племён на планете, где белые помещики контролируют львиную долю плодородных земель, чем-то напоминает руководителя негритянской террористической организации «Чёрные пантеры», Хьюи Ньютона, в своё время бывшего соседом Вэнса в Окленде. Но этот отрицательный персонаж противоречив и неоднозначен: в конечном счёте и помещики, и революционеры падают лицом в грязь, а обагрившему свои руки кровью «борцу за освобождение» удаётся спастись, сохранив надежду на то, что ему ещё представится возможность мутить воду. Во втором томе трилогии о планете Дердейн тоже описываются, хотя и не столь подробно, многие политические проблемы. Изображая общественный переворот на Дердейне, Вэнс показывает, что он хорошо понимает противоречия Французской революции и опасности, сопровождающие фанатическую приверженность идеям (его герою едва удаётся предотвратить окончательный выход ситуации из-под контроля).
Несмотря на его отвращение к религии, склонность к индивидуализму не позволяет Вэнсу оправдывать нравственный релятивизм. В том, что относится к нравам и общественному устройству, его взгляды даже консервативны. Например, он презирает поведение гомосексуалистов: персонажи-гомосексуалисты, достаточно редко встречающиеся в произведениях Вэнса, не вызывают никакого сочувствия (таковы король Казмир, Фод Карфилиот и чародей Тамурелло из трилогии «Лионесс»). В рассказе «Мурте» из сборника «Умирающая Земля» Вэнс с особой настойчивостью демонстрирует различия между характерами мужчины и женщины, предупреждая об опасности любого отклонения от естественных ролей и функций противоположных полов. Онтологический «сексуальный консерватизм» Вэнса проявляется также в отношениях мужчин и женщин в его произведениях.
Тем не менее, Вэнс создал немало ярких героических персонажей женского пола. Достаточно вспомнить Глинет, играющую центральную роль в трилогии «Лионесс» — после того, как она выходит замуж, Глинет больше не участвует в событиях последней, третьей книги, но её заменяет другая самостоятельная и предприимчивая героиня, принцесса Мадук. Других вэнсовских персонажей женского пола, ничем не уступающих эквивалентным героям-мужчинам, можно найти, в частности, в книгах «Чудовища на орбите», «Эксе и Древняя Земля», «Комната смерти», «Тёмный океан» и «Ночной огонь»; в коротком рассказе «Нападение на город» персонаж мужского пола — один из самых отъявленных негодяев, возникших в воображении писателя.

## Награды
- 1961 — Премия Эдгара Аллана По за лучший первый роман американского писателя за повесть «Человек в клетке»
- 1963 — Премия Хьюго за лучшую повесть за «Повелителей драконов»
- 1966 — «Небьюла» за повесть «Последняя цитадель»
- 1967 — «Хьюго» за повесть «Последняя цитадель».
- 1975 — награда «Юпитер»
- 1976 — почётный гость на конференции любителей научной фантастики в Швеции
- 1984 — «Всемирная премия фэнтези» «за выдающееся литературное наследие»
- 1990 — «Всемирная премия фэнтези» за книгу «Мадук» из серии «Лионесс»
- 1990 — звание «гроссмейстера» Всемирной ассоциации писателей-фантастов
- 1992 — почётный гость Всемирной конвенции писателей-фантастов в г. Орландо, штат Флорида.

### Серия «Умирающая Земля» (The Dying Earth)
(в жанре «фэнтези»)
- «Умирающая Земля» (The Dying Earth) (сборник слабосвязанных между собой рассказов, 1950)
- «Глаза чужого мира» (The Eyes of the Overworld) (сборник взаимосвязанных рассказов, 1966) (первоначальное наименование: «Хитроумный Кугель» (Cugel the Clever)
- «Сага о Кугеле» (Cugel’s Saga) (новелла, 1983) (первоначальное наименование: «Кугель и неборазрывный брызгосвет» (Cugel: The Skybreak Spatterlight))
- «Неподражаемый Риальто» (в других переводах — «Риальто Великолепный») (Rhialto the Marvellous) (сборник взаимосвязанных рассказов, 1984)

### Ойкумена
Следующие произведения — индивидуальные новеллы, действие которых разворачивается в обширных пределах одной и той же населённой людьми части Галактики (Ойкумены).
- «Маск: Тэйри» (Maske: Thaery)
- «Серый принц» (The Gray Prince) (первоначальное наименование: «Поместья Корифона» (The Domains of Koryphon))
- «Галактический исполнитель» Galactic Effectuator) (сборник рассказов о Майро Хетцеле)
- «Ночной огонь» (Night Lamp)

Действие книг из перечисленных ниже серий «Князья тьмы», «Большая планета», «Лурулу», «Хроники Кадвола», «Аластор» и «Дердейн», по-видимому, тоже разворачивается в Ойкумене и окружающих её населённых людьми частях Галактики, таких, как скопление Аластор.

#### «Князья тьмы» (Demon Princes)
- «Звёздный король» (Star King)
- «Машина смерти» (The Killing Machine)
- «Дворец любви» (The Palace of Love)
- «Лицо» (The Face)
- «Книга грёз» (The Book of Dreams)

#### Большая планета
Две книги из серии «Большая планета» также связаны с Ойкуменой, о чём свидетельствуют ссылки на Ойкумену в повести «Плавучие театры». Поэтому и собственно «Большую планету» — раннее сочинение, безнадёжно и необратимо выхолощенное и укороченное редакторами (рукопись утеряна) — следует относить к той же категории книг об Ойкумене.
- «Большая планета» (Big Planet)
- «Плавучие театры Большой планеты» (Showboat World) (первоначальное наименование: «Великолепные плавучие театры в нижней части течения реки Виссель округа XXIII провинции Люн на Большой планете» (The Magnificent Showboats of the Lower Vissel River, Lune XXIII, Big Planet)

#### Лурулу
- «Порты назначения» (Ports of Call)
- «Лурулу» (Lurulu)

#### Хроники Кадвола
- «Станция „Араминта“» (Araminta Station)
- «Эксе и Древняя Земля» (Ecce and Old Earth)
- «Трой» (Throy)

#### Аластор
Действие всех трёх романов серии происходит в одном и том же звёздном скоплении. На этом их взаимосвязь оканчивается.
- «Труллион: Аластор 2262» (Trullion: Alastor 2262)
- «Марун: Аластор 933» (Marune: Alastor 933)
- «Вист: Аластор 1716» (Wyst: Alastor 1716)

#### Дурдейн
- Аноним \ The Anome
- Свободные храбрые люди \ The Brave Free Men
- Асутра \ The Asutra

### Тшай
(тетралогия, публиковавшаяся также под наименованием «Планета приключений» (Planet of Adventure))
- «Город Кэшей» (City of the Chasch) (первоначальное наименование: «Кэши» (The Chasch))
- «Слуги Вонков» (Servants of the Wankh) (первоначальное наименование: «Вонки» (The Wankh))
- «Дирдиры» (The Dirdir)
- «Пнумы» (The Pnume)

### Лионесс
(в жанре «фэнтези»)
- «Сад Сульдрун» (Suldrun’s Garden))
- «Зеленая жемчужина» (The Green Pearl)
- «Мадук» (Madouc)

### Приключения Магнуса Ридольфа
Серия сатирических детективно-фантастических рассказов, часть из которых выходила в издании Многие миры Магнуса Ридольфа.

### Отдельные новеллы
- 1953 — Пять золотых браслетов \ The Five Gold Bands
- 1956 — «Жить вечно» (To Live Forever)|«Жить вечно» / «Эликсир жизни» (To Live Forever) (первоначальное наименование: «Кларджес» (Clarges))
- 1958 — «Рабы Клау» (Slaves of the Klau) (первоначальное наименование: «Золото и сталь» (Gold and Iron))
- 1958 — «Языки Пао» (The Languages of Pao)
- 1966 — Голубой мир
- «Вандалы космоса» (Vandals of the Void) (детская повесть)
- «Хозяева драконов» (The Dragon Masters)
- «Изсмийские жилища» (The Houses of Iszm)
- «Сын Дерева» (Son of the Tree)
- «Чудовища на орбите» (Monsters in Orbit) (две взаимосвязанные новеллы)
- «Космическая опера» (Space Opera)
- «Мозг Земли» (The Brains of the Earth)
- «Последняя цитадель» (The Last Castle)
- «Эмфирио» (Emphyrio)
- «Планета риска»

### Сборники рассказов
- «Напряжённое спряжение будущего времени» (Future Tense)
- «Промежуточный мир и другие рассказы» (The World Between and Other Stories)
- «Разнообразные миры Магнуса Ридольфа» (The Many Worlds of Magnus Ridolph)
- «Восемь иллюзий и чародейств» (Eight Fantasms and Magics)
- «Потерянные луны» (Lost Moons)
- «Узкоземелье» (The Narrow Land)
- «Форсированный агент и другие рассказы» (The Augmented Agent and Other Stories)
- «Ночная сторона Луны» (The Dark Side of the Moon)
- «Замок Иф и другие рассказы» (Chateau D’If and Other Stories)
- «На восходе пяти лун» (When the Five Moons Rise)

### Рассказы
- «Люди десяти книг»
- «Лунная моль»

### Книги о Вэнсе
- «Джек Вэнс» (Jack Vance), ред. Tim Underwood и Chuck Miller (в серии Writers of the 21st Century) (Нью-Йорк, 1980)
- «Князья тьмы: диссонирующие миры Джека Вэнса» (Demon Prince: The Dissonant Worlds of Jack Vance), Jack Rawlins (изд. Milford, в серии Popular Writers of Today, том 40) (Сан-Бернардино, Калифорния, 1986)
- «Лексикон Джека Вэнса: от ахульфа до зиготе» (The Jack Vance Lexicon: From Ahulph to Zygote), ред. Dan Temianka (изд. Novato, Калифорния, и Lancaster, Пенсильвания, 1992)
- «Сочинения Джека Вэнса: библиография и справочник с комментариями» (The Work of Jack Vance: An Annotated Bibliography & Guide), Jerry Hewett и Daryl F. Mallett (изд. Borgo Press, серия Bibliographies of Modern Authors, вып. 29) (San Bernardino & Penn Valley, Калифорния, и Lancaster, Пенсильвания, 1994)
- «Джек Вэнс: критические обозрения и библиография» (Jack Vance: Critical Appreciations and a Bibliography), ред. A.E. Cunningham (изд. Boston Spa & London, 2000)
- «Космос Вэнса: краткий справочник планет скопления Аластор, Ойкумены и других экзотических частей фантастической Галактики Джека Вэнса» (Vance Space: A Rough Guide to the Planets of Alastor Cluster, the Gaean Reach, the Oikumene, & other exotic sectors from the Science Fiction of Jack Vance), Michael Andre-Driussi (изд. Sirius Fiction, Сан-Франциско, 1997)

### Книги, подражающие Вэнсу
- «В поисках Симбилиса» (A Quest for Simbilis) (DAW Books, NY, 1974): продолжение «Очей небожителей» (The Eyes of the Overworld), написанное Майклом Ши (Michael Shea) с разрешения Вэнса; впоследствии, впрочем, эту книгу заменило продолжение, написанное самим Вэнсом — «Сага о Кугеле» (Cugel’s Saga).
- «Динопарк» (Dinosaur Park) Хэйфорда Пирса (Hayford Peirce), (Tor, NY, 1994), первоначально опубликованный под наименованием «Тринадцатая мажестраль» (The Thirteenth Majestral), (Tor, NY, 1989) — новелла в манере Джека Вэнса, сходная с его сочинениями по стилю и по сюжету: молодой герой добивается возмездия за несправедливости, которым подверглась его семья.
- «Фейн» (Fane) Дэйвида Аликзендера (David M. Alexander), (Pocket Books, NY, 1981) — новелла в жанре «фэнтези», сходная по стилю с сочинениями Вэнса. Аликзендер — давний приятель Вэнса.
- «Похождения дураков» (Fools Errant) (Aspect Books, 2001), «Не наступай на грабли два раза» (Fool Me Twice) (Aspect Books, 2001) и «Чёрный бриллион» (Black Brillion) (Tor ,2004) Мэтью Хьюза (Matthew Hughes) — персонажи этих книг, живущие в отдалённом будущем, явно вдохновлены «Умирающей Землёй» Вэнса.

## Цитаты о Вэнсе
Кто может возвратиться из посещения миров Джека Вэнса без чувства приобщения к чему-то исключительному ? — Роберт Силверберг

Книги Вэнса оставляют впечатление незабываемого путешествия, — Деймон Найт

## Гиперссылки
- Jack Vance home page and archive
- Библиография на сайте Лаборатория Фантастики
- Jack Vance на сайте Internet Speculative Fiction Database
- Foreverness Bibliographic information, 11 first chapters, information about the Vance Integral Edition, archive of Cosmopolis and Extant, with interviews, accounts of encounters with Vance and essays.
- The Jack Vance Message Board; includes a section where Vance answered questions from readers.
- Articles in Cosmopolis and Extant: Interviews, essays, etc.
- Audio of «The Potters of Firsk», Dimension X, NBC radio, 1950